# Liste des avions de course
Cette liste d’aéronefs de course couvre les aéronefs conçus ou modifiés de manière significative dans le but de participer à des courses aériennes. Elle ne comprend pas les aéronefs modifiés qui n’ont pas été construits pour la course, même s’ils ont participé à des compétitions.

## Avions de courses
| Modèle                               | Pays             | Classe    | Date | Statut      | Compétitions                                                  |
| ------------------------------------ | ---------------- | --------- | ---- | ----------- | ------------------------------------------------------------- |
| Aero A.200                           | Tchécoslovaquie  |           | 1934 | Operational | Challenge international de tourisme 1934                      |
| Albatros L.69                        | Allemagne        |           | 1925 | Operational |                                                               |
| Avro 539                             | Royaume-Uni      |           | 1919 | Operational | Trophée Schneider                                             |
| Bäumer Sausewind                     | Allemagne        |           | 1925 | Operational | Deutsche Rundflug 1925[citation nécessaire]                   |
| Bell P-39 Airacobra                  | États-Unis       |           | 1938 |             | Bendix Trophy[citation nécessaire]                            |
| Bell P-63 Kingcobra                  | États-Unis       |           | 1942 |             | Bendix Trophy[citation nécessaire]                            |
| Bellanca 28-70                       | États-Unis       |           | 1934 | Operational | Never raced.                                                  |
| Bellanca 28-92                       | États-Unis       |           | 1937 | Operational | 1939 Bendix Trophy.                                           |
| Bernard H.V-40                       | France           | hydravion | 1931 | Operational | Never raced.                                                  |
| Bernard H.V-41                       | France           | hydravion | 1929 |             | Trophée Schneider                                             |
| Bernard H.V-42                       | France           | hydravion | 1931 |             | Trophée Schneider                                             |
| Bernard H.V-120                      | France           | hydravion | 1930 |             | Trophée Schneider                                             |
| Bernard H.V-220                      | France           | hydravion | 1931 | Projet      |                                                               |
| Bernard SIMB V-2                     | France           |           | 1924 |             | Beaumont Cup                                                  |
| BFW M.23                             | Allemagne        |           | 1928 |             | Ostpreussenflug                                               |
| BFW M.29                             | Allemagne        |           | 1932 |             | Challenge International de Tourisme 1932                      |
| Blackburn Lincock                    | Royaume-Uni      |           | 1928 |             | [citation nécessaire]                                         |
| Blackburn Pellet                     | Royaume-Uni      |           | 1923 |             | Trophée Schneider                                             |
| Blériot XI                           | France           |           | 1909 |             | Trophée Gordon Bennett                                        |
| Blériot-SPAD S.61                    | France           |           | 1923 |             | Prix Michelin                                                 |
| Breese-Wilde Model 5                 | États-Unis       |           | 1926 |             | Dole Air Race                                                 |
| Bristol Badminton                    | Royaume-Uni      |           | 1926 |             | King's Cup Race                                               |
| Bristol Racer                        | Royaume-Uni      |           | 1922 |             | Coupe Deutsch de la Meurthe                                   |
| Brown B-1 Racer                      | États-Unis       |           | 1933 |             | National Air Races                                            |
| Brown B-2 Racer                      | États-Unis       |           | 1934 |             | National Air Races                                            |
| Bugatti-De Monge 100P                | France           |           | 1939 | Projet      |                                                               |
| CAMS 38                              | France           | hydravion | 1923 |             | Trophée Schneider                                             |
| Caproni Bergamaschi PL.3             | Italie           |           | 1934 |             | MacRobertson Air Race                                         |
| Cassutt Special                      | États-Unis       | F1        | 1954 |             |                                                               |
| Caudron C.190                        | France           |           | 1929 |             | Challenge International de Tourisme 1929                      |
| Caudron C.460                        | France           |           | 1934 |             | Coupe Deutsch de la Meurthe                                   |
| Cessna CR-2/GC-2                     | États-Unis       |           | 1930 |             | Omaha Air Races                                               |
| Cessna CR-3                          | États-Unis       |           | 1932 |             | National Air Races                                            |
| Cessna GC-1                          | États-Unis       |           | 1930 |             | Cirrus Air Derby                                              |
| Chester Jeep                         | États-Unis       |           | 1932 |             | National Air Races                                            |
| Chester Goon                         | États-Unis       |           | 1938 |             | National Air Races                                            |
| Church Midwing JC-1                  | États-Unis       |           | 1928 |             | National Air Races                                            |
| Command-Aire Little Rocket           | États-Unis       |           | 1930 |             | Cirrus Air Derby[citation nécessaire]                         |
| Condor Shoestring                    | États-Unis       | F1        | 1949 |             |                                                               |
| Corvus Racer 540                     | Hongrie          |           | 2010 |             | Championnat du monde Red Bull de course aérienne              |
| Curtiss No. 2                        | États-Unis       |           | 1909 |             | Trophée Gordon Bennett                                        |
| Curtiss R3C                          | États-Unis       |           | 1925 |             | Trophée Schneider                                             |
| Curtiss CR-1 & 2                     | États-Unis       |           | 1923 |             | Pulitzer Trophy                                               |
| Curtiss CR-3                         | États-Unis       |           | 1923 |             | Trophée Schneider                                             |
| Curtiss CR-4                         | États-Unis       |           | 1923 |             | Record de vitesse aérien                                      |
| Curtiss F6C-6                        | États-Unis       |           | 1930 |             | Curtiss Marine Trophy.                                        |
| Curtiss XF6C-6                       | États-Unis       |           | 1930 |             | The F6C-6 converted into a monoplane for the Thompson Trophy. |
| Crosby CR-3                          | États-Unis       |           | 1936 |             | Thompson Trophy[citation nécessaire]                          |
| Crosby CR-4                          | États-Unis       |           | 1938 |             | Greve Trophy                                                  |
| Darmstadt D-18                       | Allemagne        |           | 1929 |             | Challenge International de Tourisme 1929                      |
| Darmstadt D-22                       | Allemagne        |           | 1931 |             | Challenge International de Tourisme 1932                      |
| de Havilland DH.71 Tiger Moth        | Royaume-Uni      |           | 1927 |             | King's Cup Race[citation nécessaire]                          |
| de Havilland DH.88                   | Royaume-Uni      |           | 1934 |             | MacRobertson Air Race                                         |
| de Havilland T.K.2                   | Royaume-Uni      |           | 1935 |             | Heston-Cardiff race                                           |
| de Havilland T.K.4                   | Royaume-Uni      |           | 1937 |             | King's Cup Race                                               |
| Denight                              | États-Unis       |           | 1949 |             | Goodyear Trophy[citation nécessaire]                          |
| Deperdussin 1912 Racing Monoplane    | France           |           | 1912 |             | Trophée Gordon Bennett                                        |
| Deperdussin Coupe Schneider          | France           |           | 1913 |             | Trophée Schneider                                             |
| Deperdussin Monocoque                | France           | hydravion | 1912 |             | Trophée Gordon Bennett                                        |
| Extra 230                            | Allemagne        |           | 1983 |             | Championnat du monde Red Bull de course aérienne              |
| Extra 300                            | Allemagne        |           | 1988 |             | Championnat du monde Red Bull de course aérienne              |
| Farman F.370                         | France           |           | 1933 |             | Coupe Deutsch de la Meurthe                                   |
| Farman F.380                         | France           |           | 1933 |             | Coupe Deutsch de la Meurthe                                   |
| Fiat BR.20                           | Italie           |           | 1936 |             | Course Istres-Damas-Paris                                     |
| Fiat C.29                            | Italie           | hydravion | 1929 |             | Trophée Schneider                                             |
| Flagg F-15 San Diego Flaggship       | États-Unis       |           | 1937 |             | National Air Races[citation nécessaire]                       |
| Folkerts SK-1                        | États-Unis       |           | 1930 |             | Cirrus Air Derby                                              |
| Folkerts SK-2                        | États-Unis       |           | 1936 |             | National Air Races                                            |
| Folkerts SK-3                        | États-Unis       |           | 1937 |             | Greve Trophy                                                  |
| Folkerts SK-4                        | États-Unis       |           | 1938 |             | National Air Races                                            |
| Gee Bee Sportster (X, B, C, D, E, F) | États-Unis       |           | 1930 |             | Cirrus Air Derby                                              |
| Gee Bee Model Z                      | États-Unis       |           | 1931 |             | Thompson Trophy                                               |
| Gee Bee Model R                      | États-Unis       |           | 1932 |             | Thompson Trophy                                               |
| Gee Bee Q.E.D.                       | États-Unis       |           | 1934 |             | MacRobertson Air Race                                         |
| Gloster Bamel                        | Royaume-Uni      |           | 1921 |             | Record de vitesse aérien[citation nécessaire]                 |
| Gloster II                           | Royaume-Uni      | hydravion | 1924 |             | Trophée Schneider                                             |
| Gloster III                          | Royaume-Uni      | hydravion | 1925 |             | Trophée Schneider                                             |
| Gloster IV                           | Royaume-Uni      | hydravion | 1927 |             | Trophée Schneider                                             |
| Goodyear F2G Corsair                 | États-Unis       |           | 1945 |             | Reno Air Races[citation nécessaire]                           |
| Grumman F8F Bearcat                  | États-Unis       |           | 1944 |             | Reno Air Races[citation nécessaire]                           |
| Hanriot H-131                        | France           |           | 1933 |             | [ 5 ]                                                         |
| Hawker Sea Fury                      | Royaume-Uni      |           | 1945 |             | Reno Air Races[citation nécessaire]                           |
| Hawks HM-1                           | États-Unis       |           | 1936 |             | Thompson Trophy                                               |
| Heinkel He 64                        | Allemagne        |           | 1932 |             | Challenge International de Tourisme 1932                      |
| Howard DGA-3                         | États-Unis       |           | 1930 |             | National Air Races                                            |
| Howard DGA-4                         | États-Unis       |           | 1932 |             | National Air Races                                            |
| Howard DGA-6                         | États-Unis       |           | 1934 |             | Bendix Trophy                                                 |
| Hughes H-1                           | États-Unis       |           | 1935 |             | Record de vitesse aérien                                      |
| Israel Redhead                       | États-Unis       |           | 1932 |             | 1932 National Air Races,                                      |
| Kawanishi K-2                        | Japon            |           | 1921 |             | Speed trials                                                  |
| Laird Solution                       | États-Unis       |           | 1930 |             | Thompson Trophy                                               |
| Laird LC-DE Junior Speedwing         | États-Unis       |           | 1930 |             |                                                               |
| Laird LC-RW450                       | États-Unis       |           | 1931 |             | Bendix Trophy                                                 |
| Laird Super Solution                 | États-Unis       |           | 1931 |             | Bendix Trophy                                                 |
| Laird-Turner Meteor LTR-14           | États-Unis       |           | 1936 |             | Thompson Trophy                                               |
| Letov Š-8                            | Tchécoslovaquie  |           | 1923 |             | Cenu prezidenta republiky                                     |
| LeVier Cosmic Wind                   | États-Unis       | F1        | 1947 |             |                                                               |
| Lockheed Vega                        | États-Unis       |           | 1927 |             | Dole Air Race                                                 |
| Lockheed Orion                       | États-Unis       |           | 1931 |             | Bendix Trophy                                                 |
| Loose Special                        | États-Unis       |           | 1933 |             | Thompson Trophy                                               |
| Martinsyde Semiquaver                | Royaume-Uni      |           | 1920 |             | Trophée Gordon Bennett                                        |
| Macchi M.7bis                        | Italie           |           | 1918 |             | Trophée Schneider                                             |
| Macchi M.17                          | Italie           |           | 1922 |             | Trophée Schneider                                             |
| Macchi M.33                          | Italie           |           | 1925 |             | Trophée Schneider                                             |
| Macchi M.39                          | Italie           |           | 1926 |             | Trophée Schneider                                             |
| Macchi M.52                          | Italie           |           | 1927 |             | Trophée Schneider                                             |
| Macchi M.67                          | Italie           |           | 1929 |             | Trophée Schneider                                             |
| Macchi M.C.72                        | Italie           |           | 1931 |             | Trophée Schneider                                             |
| Messerschmitt Bf 109                 | Allemagne        |           | 1935 |             | Zürich air races of 1937[citation nécessaire]                 |
| Messerschmitt Me 209                 | Allemagne        |           | 1938 |             | Record de vitesse aérien                                      |
| Miles & Atwood special               | États-Unis       |           | 1933 |             | 1934 Greve Trophy                                             |
| Miller Little Gem                    | États-Unis       | Midget    | 1949 |             |                                                               |
| Monnett Sonerai                      | États-Unis       | FV        | 1971 |             |                                                               |
| Monocoupe 110 Special                | États-Unis       |           | 1931 |             | National Air Races                                            |
| Morane-Saulnier Type G               | France           |           | 1912 |             | Trophée Schneider                                             |
| Morane-Saulnier Type H               | France           |           | 1913 |             | Wiener Neustadt International Air Meet                        |
| Mudry CAP 230                        | France           |           | 1998 |             | Championnat du monde Red Bull de course aérienne              |
| Mustang Aeronautics Midget Mustang   | États-Unis       |           | 1948 |             | Cleveland Air Race                                            |
| MX Aircraft MXS-R                    | États-Unis       |           | 2003 |             | Championnat du monde Red Bull de course aérienne              |
| Napier-Heston Racer                  | Royaume-Uni      |           | 1940 |             | Record de vitesse aérien                                      |
| Navy-Wright NW                       | États-Unis       |           | 1922 |             | Pulitzer Trophy                                               |
| Nieuport II                          | France           |           | 1910 |             | Trophée Gordon Bennett                                        |
| Nieuport VI.H                        | France           |           | 1912 |             | Course de Saint-Malo                                          |
| Nieuport-Delage NiD.29               | France           |           | 1919 |             | Record de vitesse aérien[citation nécessaire]                 |
| Nieuport-Delage NiD.37 'Course'      | France           |           | 1922 |             | Coupe Deutsch de la Meurthe                                   |
| Nieuport-Delage Sesquiplan           | France           |           | 1921 |             | Coupe Deutsch de la Meurthe                                   |
| Nieuport-Delage NiD.42S              | France           |           | 1924 |             | Coupe Beaumont                                                |
| North American P-51 Mustang          | États-Unis       |           | 1940 |             | Bendix Trophy[citation nécessaire]                            |
| North American T-6 Texan             | États-Unis       |           | 1935 |             | National Air Races[citation nécessaire]                       |
| Northrop Gamma                       | États-Unis       |           | 1932 |             | Bendix Trophy[citation nécessaire]                            |
| Pearson Williams Mr. Smoothie        | États-Unis       |           | 1938 |             | Thompson Trophy                                               |
| Precious Metal                       | États-Unis       |           | 1988 |             | Reno Air Races                                                |
| Percival Mew Gull                    | Royaume-Uni      |           | 1934 |             | King's Cup Race                                               |
| Piaggio P.7                          | Italie           |           | 1927 | Projet      |                                                               |
| Potez 53                             | France           |           | 1933 |             | Coupe Deutsch de la Meurthe                                   |
| Rider R-1                            | États-Unis       |           | 1931 |             | 1931 Los Angeles Air Fiesta                                   |
| Rider R-2                            | États-Unis       |           | 1931 |             | National Air Races                                            |
| Rider R-3 Marcoux-Bromberg Special   | États-Unis       |           | 1933 |             | 1935 Bendix Trophy                                            |
| Rider R-5                            | États-Unis       |           | 1936 |             | National Air Races                                            |
| Rider R-6                            | États-Unis       |           | 1938 |             | Greve Trophy                                                  |
| Rollason Beta                        | Royaume-Uni      | F1        | 1967 |             |                                                               |
| RWD-6                                | Pologne          |           | 1930 |             | Challenge International de Tourisme 1930                      |
| RWD-9                                | Pologne          |           | 1934 |             | Challenge International de Tourisme 1934                      |
| Savoia-Marchetti S.65                | Italie           |           | 1929 |             | Trophée Schneider                                             |
| Savoia-Marchetti S.79 SC Corsa       | Italie           |           | 1934 |             | Course Istres-Damas-Paris,                                    |
| Scaled Composites Pond Racer         | États-Unis       |           | 1991 |             | Reno Air Races                                                |
| Seversky SEV-1S                      | États-Unis       |           | 1937 |             | Bendix Trophy                                                 |
| Sharp Nemesis                        | États-Unis       |           | 1991 |             | Reno Air Races                                                |
| Sharp Nemesis NXT                    | États-Unis       |           | 2004 |             | Reno Air Races                                                |
| Short Crusader                       | Royaume-Uni      |           | 1927 |             | Trophée Schneider                                             |
| SIAI S.12                            | Italie           | hydravion | 1918 |             | Trophée Schneider                                             |
| SIAI S.51                            | Italie           | hydravion | 1922 |             | Trophée Schneider                                             |
| Sopwith 1919 Schneider Cup Seaplane  | Royaume-Uni      |           | 1919 |             | Trophée Schneider                                             |
| Sopwith Tabloid                      | Royaume-Uni      |           | 1914 |             | Trophée Schneider                                             |
| SPAD S.20bis                         | France           |           | 1918 |             | Coupe Deutsch de la Meurthe[citation nécessaire]              |
| Springfield Bulldog                  | États-Unis       |           | 1932 |             | National Air Races                                            |
| Springfield Cicada                   | États-Unis       |           | 1932 |             | Niagara Falls Manufacturer's Trophy Race                      |
| Soukhoï Su-26                        | Union soviétique |           | 1984 |             | Championnat du monde Red Bull de course aérienne              |
| Soukhoï Su-31                        | Union soviétique |           | 1992 |             | Championnat du monde Red Bull de course aérienne              |
| Supermarine Sea Lion I               | Royaume-Uni      |           | 1919 |             | Trophée Schneider                                             |
| Supermarine Sea Lion II              | Royaume-Uni      |           | 1922 |             | Trophée Schneider                                             |
| Supermarine S.4                      | Royaume-Uni      |           | 1925 |             | Trophée Schneider                                             |
| Supermarine S.5                      | Royaume-Uni      |           | 1927 |             | Trophée Schneider                                             |
| Supermarine S.6                      | Royaume-Uni      |           | 1929 |             | Trophée Schneider                                             |
| Supermarine S.6B                     | Royaume-Uni      |           | 1931 |             | Trophée Schneider                                             |
| Swallow Monoplane                    | États-Unis       |           | 1927 |             | Dole Air Race                                                 |
| Thomas-Morse R-5                     | États-Unis       |           | 1922 |             | Pulitzer Trophy                                               |
| Tilbury Flash Racer                  | États-Unis       |           | 1930 |             | National Air Races                                            |
| Travel Air 5000                      | États-Unis       |           | 1926 |             | Dole Air Race[citation nécessaire]                            |
| Travel Air Type R Mystery Ship       | États-Unis       |           | 1929 |             | Thompson Trophy                                               |
| Tsunami Racer                        | États-Unis       |           | 1986 |             | Reno Air Races                                                |
| Verville-Packard R-1 Racer           | États-Unis       |           | 1919 |             | Pulitzer Trophy                                               |
| Verville-Sperry R-3 Racer            | États-Unis       |           | 1922 |             | Pulitzer Trophy                                               |
| Chance Vought F4U Corsair            | États-Unis       |           | 1940 |             | Bendix Trophy[citation nécessaire]                            |
| Wedell-Williams Model 22             | États-Unis       |           | 1930 |             | Cirrus Air Derby                                              |
| Wedell-Williams Model 44             | États-Unis       |           | 1930 |             | National Air Races                                            |
| Wedell-Williams Model 45             | États-Unis       |           | 1933 |             | Bendix Trophy                                                 |
| Williams W-17 Stinger                | États-Unis       | F1        | 1971 |             |                                                               |
| Wittman Chief Oshkosh                | États-Unis       |           | 1931 |             | National Air Races                                            |
| Wittman D-12 Bonzo                   | États-Unis       |           | 1935 |             | National Air Races                                            |
| Wittman Little Bonzo                 | États-Unis       | F1        | 1948 |             |                                                               |
| Wittman V-Witt                       | États-Unis       | FV        | 1970 |             |                                                               |
| Wright Model R                       | États-Unis       |           | 1910 |             | Trophée Gordon Bennett                                        |
| Wright F2W                           | États-Unis       |           | 1923 |             | Pulitzer Trophy                                               |
| Yakovlev Yak-11                      | Union soviétique |           | 1945 |             | Reno Air Races[citation nécessaire]                           |
| Zivko Edge 540 V3                    | États-Unis       |           | 2010 |             | Championnat du monde Red Bull de course aérienne              |